# クレッジョ
クレッジョ（伊: Cureggio）は、イタリア共和国ピエモンテ州ノヴァーラ県にある、人口約2,600人の基礎自治体（コムーネ）。

## 地理

### 位置・広がり
| 隣接するコムーネは以下の通り。 - ボーカ - ボルゴマネーロ - カヴァッリーリオ - フォンタネート・ダゴーニャ - マッジョーラ |

## 行政

### 分離集落
クレッジョには、以下の分離集落（フラツィオーネ）がある。
- Cascine Enea, Marzalesco, Piano Rosa